# Dombeya xiphosepalopsis
Dombeya xiphosepalopsis är en malvaväxtart som beskrevs av Arenes. Dombeya xiphosepalopsis ingår i släktet Dombeya och familjen malvaväxter. Inga underarter finns listade i Catalogue of Life.